# Suling
La suling est une flûte droite  indonésienne en bambou. 
On l'utilise notamment dans le duo kacapi suling. 
On la retrouve également aux Philippines.

## Facture

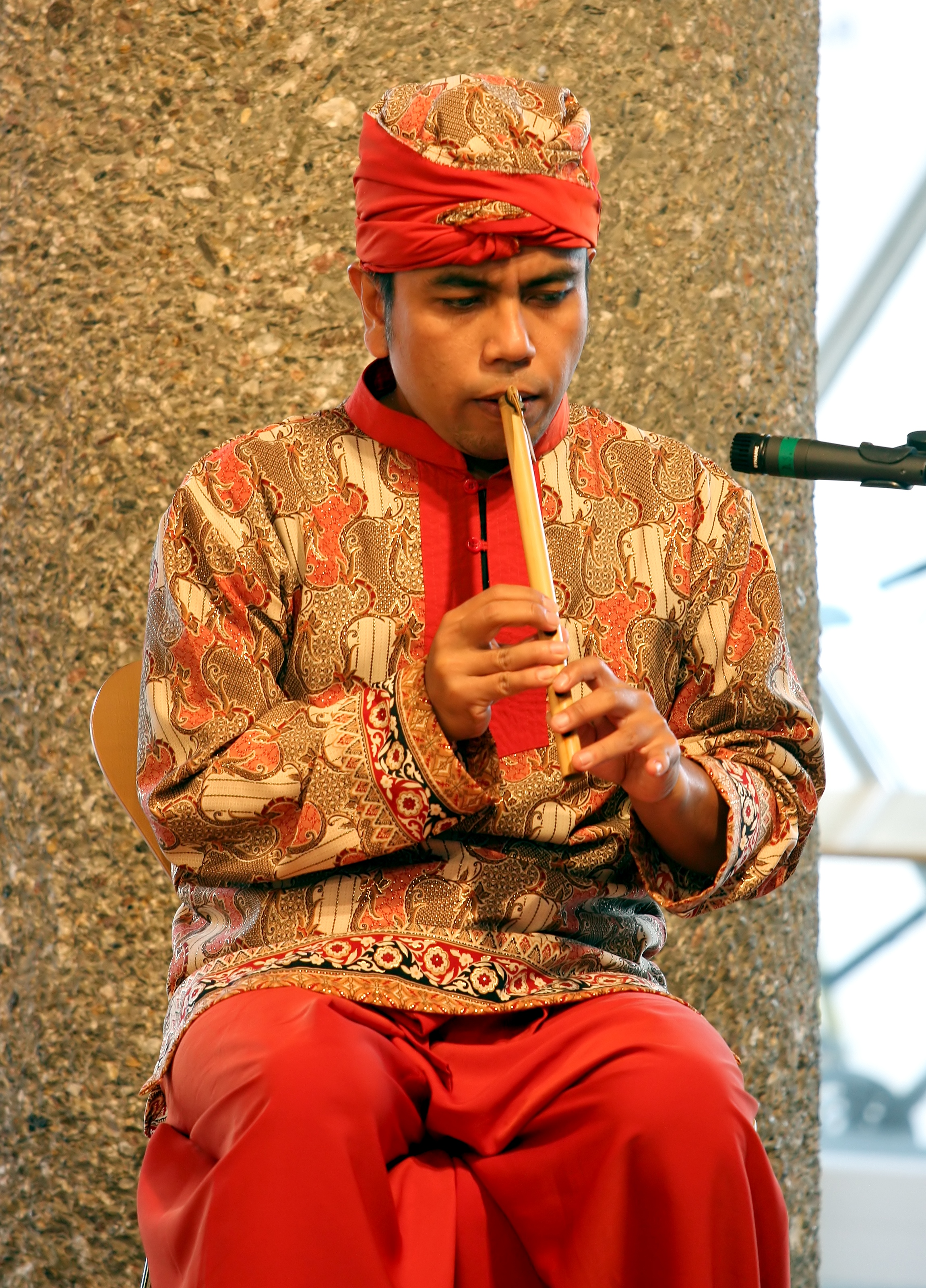
Position de jeu.

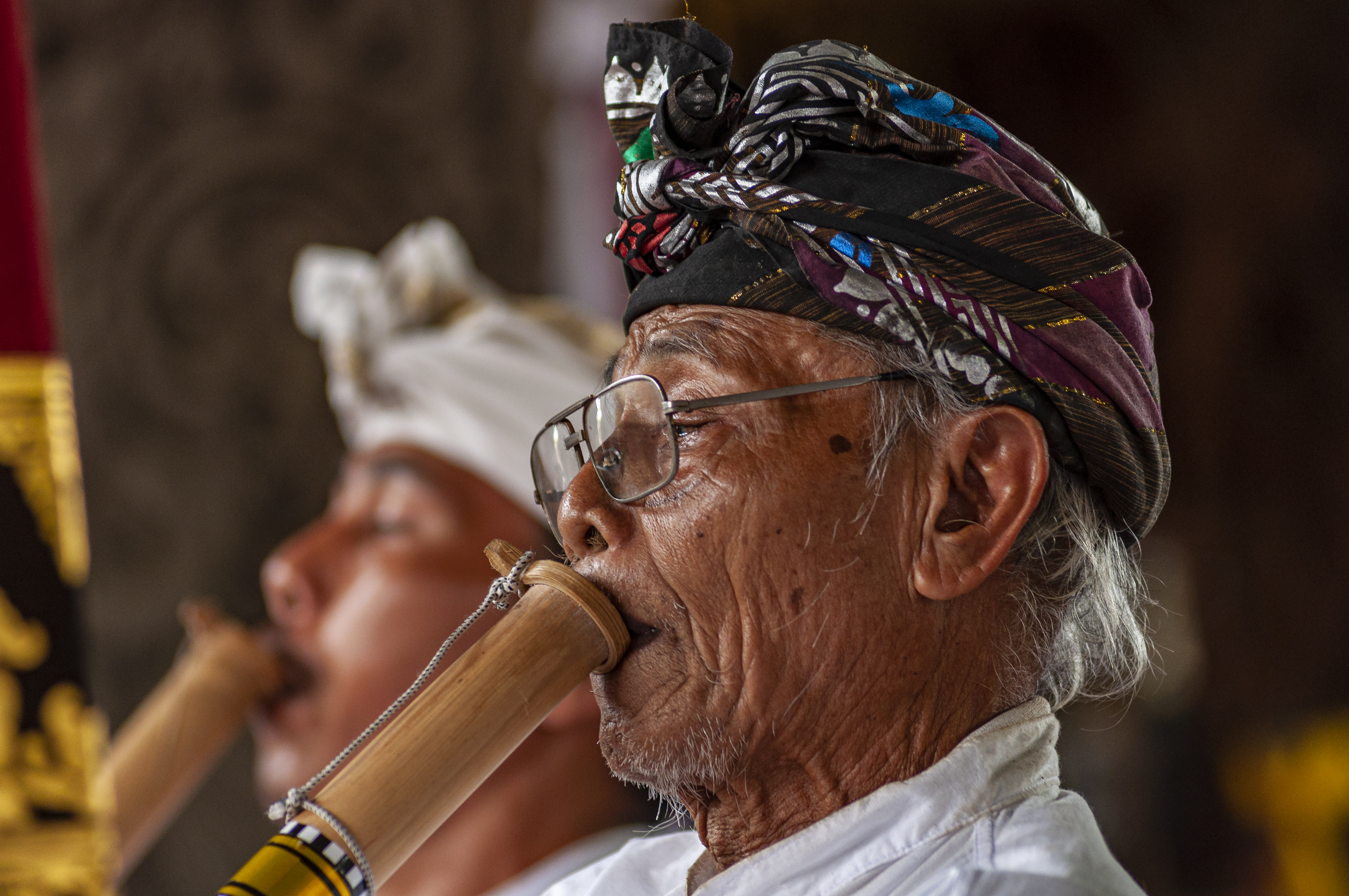
Un joueur de suling interprétant une musique indonésienne gambuh.

C'est une flûte à conduit de 60 cm de long, avec le biseau taillé vers l'intérieur. Une bande en ratan ou en palme, entoure l'extrémité plate, et entraîne la vibration de l'air nécessaire pour produire une note. Le nombre de trous diffère en fonction du style de jeu : pelog, salendro, madenda ou mandalungan.

## Jeu
La suling est utilisée notamment dans le gamelan. Elle produit de nombreuses harmoniques.